# Борсони, Валт
Валт Борсони (чеш. Valt Borsony, 24 января 1911 — 1966) — чехословацкий шахматист, международный мастер ИКЧФ.
Добился больших успехов в заочных соревнованиях.
Участвовал во 2-м чемпионате мира по переписке (1956—1958 гг.; разделил 11—13 места при 15 участниках).
В составе сборной Чехословакии участвовал во 2-й и 3-й заочных олимпиадах (1952—1955 и 1958—1961 гг. соответственно; национальная команда стала победительницей 2-й олимпиады).

## Спортивные результаты
| Год       | Соревнование                                                                      | + | − | = | Результат | Место             |
| --------- | --------------------------------------------------------------------------------- | - | - | - | --------- | ----------------- |
| 1952—1955 | 2-й командный чемпионат мира (заочная олимпиада; сборная Чехословакии, 4-я доска) |   |   |   |           | Команда — чемпион |
| 1956—1958 | 2-й чемпионат мира                                                                | 2 | 5 | 7 | 5½ из 14  | 11—13             |
| 1958—1961 | 3-й командный чемпионат мира (заочная олимпиада; сборная Чехословакии, ?-я доска) |   |   |   |           |                   |